# 數據文件
数据文件是一种计算机文件，用于存储计算机应用程序或系统所要使用的数据，這些數據包括输入和输出数据。数据文件通常不包含所要执行的指令或代码（即计算机程序）。